# Boite
A Boite (ampezzói ladin nyelven ra Bóite, cadorei ladin nyelven la Guóite vagy la Buóite) egy hegyi patak és folyó Észak-Olaszországban, a Dolomitokban, Belluno megye, Veneto régió területén, hosszúsága mintegy 42 km. A Pragsi-Dolomitokban, a Hohe Gaisl lábánál ered. Felső, Ampezzói-völgyi szakasza alpesi patak (torrente) jellegű. Alsó, cadorei szakaszán több vízerőművet és duzzasztott tavat is létesítettek. A Piave egyik jobb oldali mellékfolyója. torkolata Perarolo di Cadore községnél található. Mind hosszúságát, mind vízgyűjtő területének nagyságát tekintve a Boite a Piave második legnagyobb mellékfolyója a Cordevole után. A folyóvölgyet egészében Boite-völgynek (Valle del Boite) nevezik.

## Fekvése
A Boite patak a Pragsi-Dolomitok (Dolomiti di Braies) hegycsoportban ered, a 3146 m magas Hohe Gaisl (Croda Rossa d’Ampezzo) hegytömb dél lábánál, 1800 m magasságban, a Malga Ra Stua nevű havasi legelő (Alm) fölött, Cianpo de Crósc kis hegyi település – Verocai község frakciója – területén. Több időszakos hegyi zúgópatak egyesül itt, melyek különböző hágókból, 2000  fölötti magasságból erednek, a legfelső vízfolyásokat a községről (ladin nyelven) Aga de Cianpo de Crósc-nak nevezik (aga = víz). A Boite patak Cortina d’Ampezzótól mintegy mintegy 6 km-re északra, a Felizón-völgyön torkolatánál, a középkori Peutelstein (Podestagno) várrom közelében lép ki a Cristallo-hegységet nyugatról kerülő, észak-déli lejtésű Boite-völgybe. Ebben a völgyben halad az SS-51. számú főút (Strada di Alemagna), amely a Gemärk-hágón (Cimabanche) át a Höhlenstein-völgybe (Val di Landro), onnan tovább Toblachba és a Puster-völgybe vezet.
Innen a folyó sűrű erdős hegyoldalak és magas sziklafalak között között folyik dél felé, partjait az Ampezzói-Dolomitok láncai és 3000 m-nél magasabb csúcsai szegélyezik. Jobb (nyugati) partját a Pragsi-Dolomitok, majd a Tofanák, bal (keleti) partját a Cristallo-hegység és a Pomagagnon gerinc kísérik. A folyó medre fokozatosan szélesedik, kavicsos, hordalékos szigeteket képez, így lép ki az Ampezzói-katlanba. Mindkét irányból számos hegyi patak vizét veszi fel. Átfolyik Cortina d’Ampezzo belvárosán, e szakaszán sok híd vezet át rajta, több Tofana-i sípálya a Boite partjánál végződik.
Cortinát délkeleti irányban elhagyva a folyó ismét hegyek közé szorul, jobb (délnyugati) partján a Croda da Lago, vele szemben a bal (északkeleti) oldalon a Sorapiss tömbje következik. Itt található a régi vámállomás (Dogana Vecchia), a Habsburg Birodalom és a Velencei Köztársaság történelmi határvonalán. Itt a folyó az Ampezzo-vidékről átlép a történelmi Cadore régió területére. Partján, az SS-51-es főút mentén San Vito di Cadore és Borca di Cadore községek következnek. A jobb (délnyugati) oldalon a Monte Pelmo, vele szemben az északkeleti oldalon az Antelao uralják a völgyet. A folyóvölgy mentén a hegyekben számtalan jelzett túraútvonal halad, köztük a 3. számú Dolomiti magashegyi túraút.
Az Antelaótól délre, Vodo di Cadore és Valle di Cadore községek között a Boite nagy kanyart ír le, kelet majd ismét délkelet felé fordul. Déli partja fölött a Monte Rite magasodik, itt torkollik be a folyóba legnagyobb mellékvize, a Rite hegyipatak (torrente Rite), amely délről, a Cibiana-hágóból érkezik. Ezen a folyószakaszon két mesterséges tó található, völgyzárógáttal és vízerőművel: a Vodói-tó (Lago di Vodo), és a Valle di Cadore-i tó (Lago di Valle di Cadore), a közeli helységek után elnevezve. A Piave folyó völgye felé közeledve az SS-51-es főút északi irányban elhagyja a a Boite-völgyet és Pieve di Cadore város felé tart. A folyó délkeleti irányban folyik tovább, elhalad a Bosconero hegység alatt, és Perarolo di Cadore városban a Piavéba ömlik.
A Boite felső völgye az Ampezzói-Dolomitok Regionális Natúrprak (Parco Regionale delle Dolomiti d'Ampezzo) területén fekszik. Egyes szakaszait hol pataknak (torrente), hol folyónak (fiume) nevezik, a meder meredekségétől és szélességétől függően. A síkvidéki szakaszokon a folyó kiterjedt törmelék- és kavicsszigeteket épít, sok szélesen szétterülő ágra szakadva folyik. A 42 km hosszú folyó vízgyűjtő területe 396 km2-t tesz ki.